# Steppenläufer (Vogel)
Der Steppenläufer (Pedionomus torquatus), früher auch als Trappen-Kampfwachtel bezeichnet, ist eine Vogelart aus der Ordnung der Regenpfeiferartigen (Charadriiformes). Sie wird in der Regel als einzige Art der Gattung in die ebenfalls monotypische Familie der Steppenläufer (Pedionomidae) gestellt. 
Der kleine Bodenbrüter ist in Australien endemisch und vom Aussterben bedroht. Nach Angaben des IUCN gibt es weniger als 1.000 ausgewachsene Steppenläufer und ihre Bestände sinken weiter.

## Merkmale

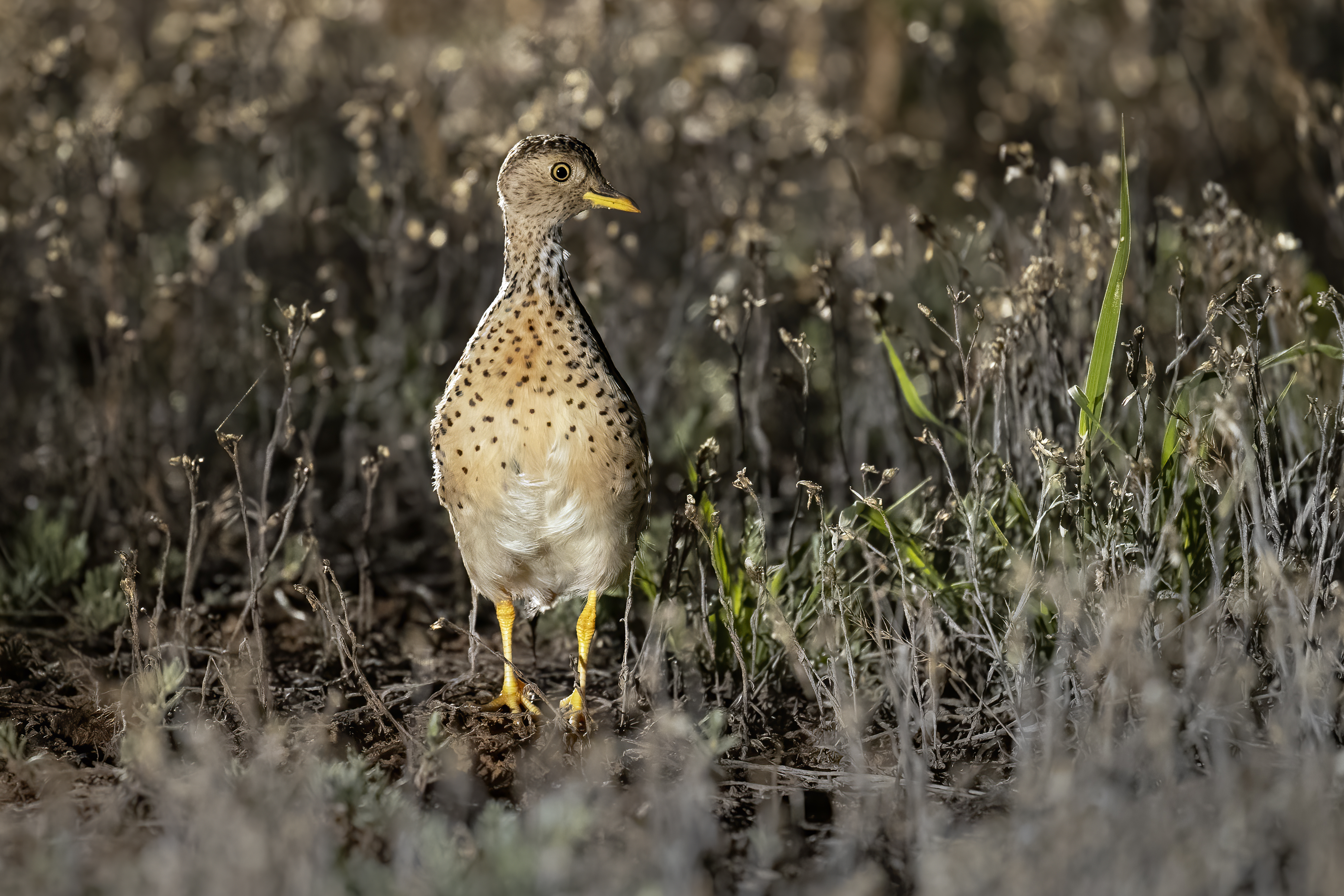
Der kleine Vogel braucht eine bodennahe Vegetationsschicht: als Futterquelle und Versteckmöglichkeit

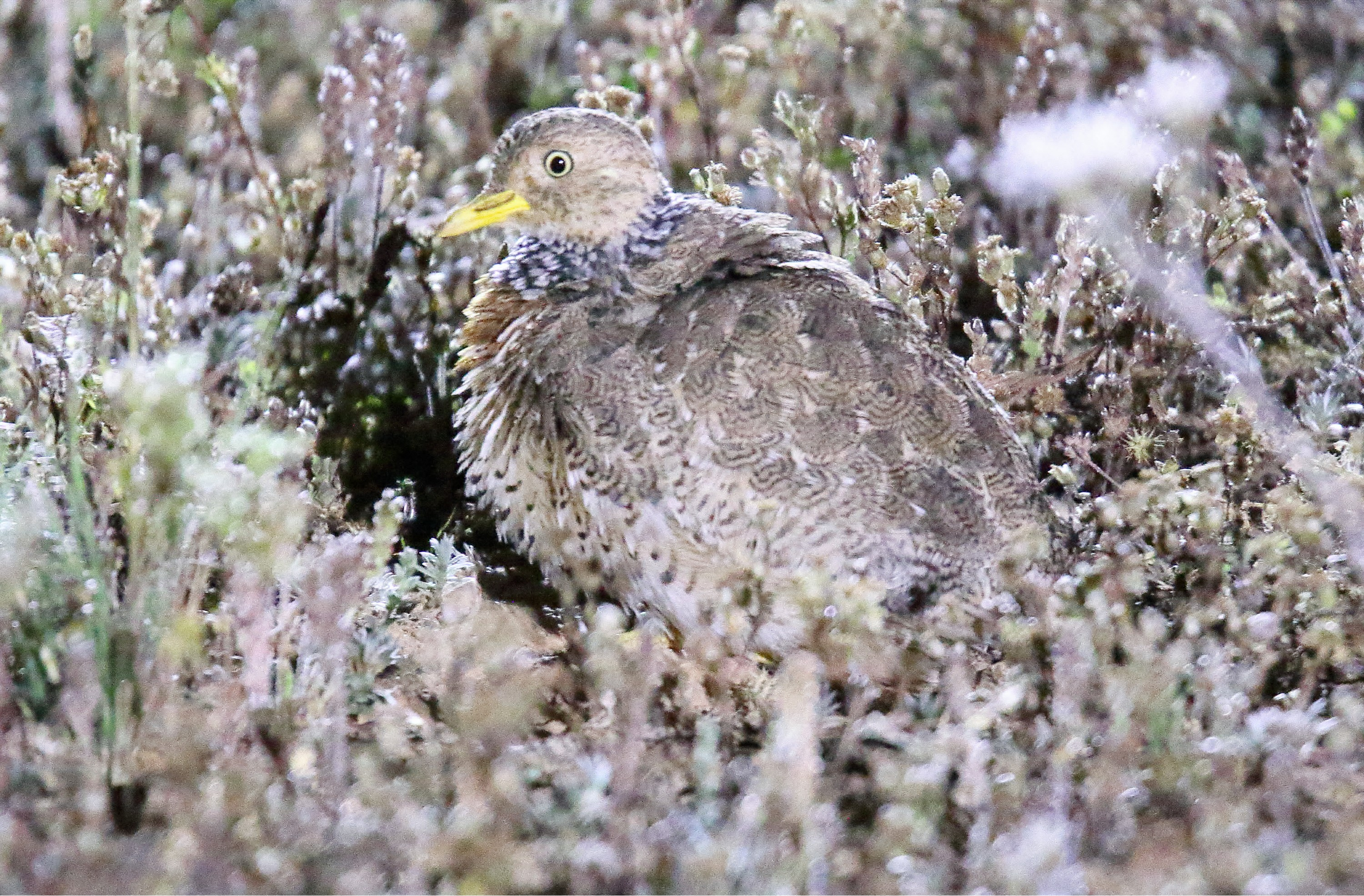
Die Tarnung ist perfekt, so lange es ausreichend Bewuchs gibt

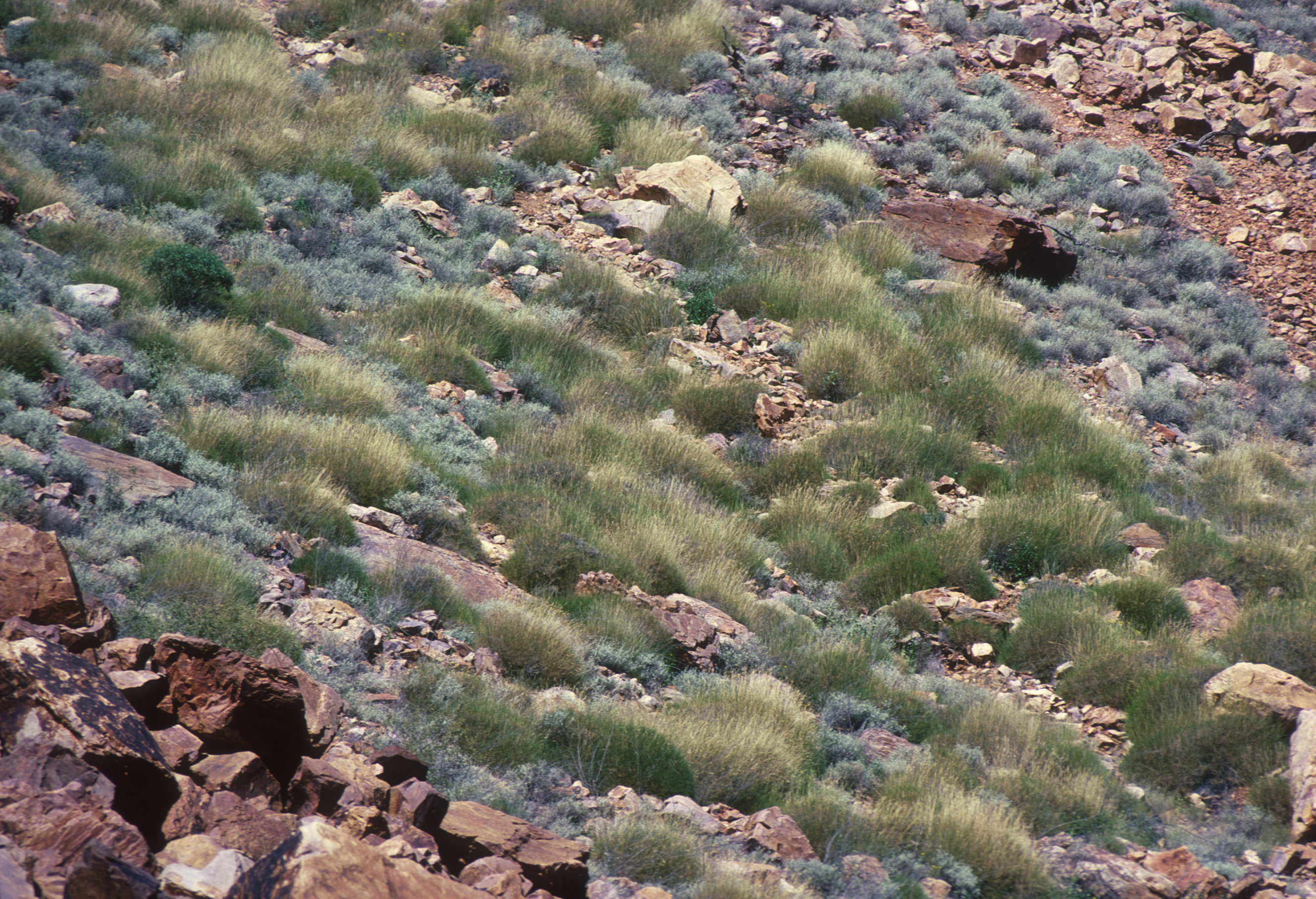
Für den Steppenläufer sind nur Habitate mit ausreichend Bewuchs attraktiv

Der Steppenläufer wird 15 bis 19 cm groß, hat eine Spannweite von 28 bis 36 cm und erreicht ein Gewicht von 40 bis 80 Gramm beim Männchen, und 55 bis 95 Gramm beim Weibchen. Der Steppenläufer ist etwas schlanker als eine Wachtel und besonders Jungvögel und Männchen sind mit der Rotrücken-Kampfwachtel (Turnix castanota) aus der Ordnung der Laufhühnchen zu verwechseln. Die Flügel sind verhältnismäßig kurz und abgerundet. Beim Fliegen wirkt seine Körperhaltung plump und erinnert entfernt an eine Lerche. 
Das Gefieder des Steppenläufers hat eine bräunliche Farbe. Die Unterseite ist bis zur Brust cremefarben. An den Flanken und auf der Brust sind schwarze, halbmondförmige Flecken. Die Flügel haben ein dunkles Schuppenmuster. Die obere Kopfhälfte (bis zum Überaugenstreif) und der Nacken sind dunkelbraun, das Gesicht ist hell und die großen, gelben Augen heben sich stark davon ab. Der Schnabel erinnert an den einer Drossel und ist wie die Beine graubraun bis gelb. Die Weibchen sind heller als die Männchen und haben ein weißes Halsband mit schwarzen Flecken und einen rotbraunen (mitunter rautenförmigen) Brustfleck. Die Flügelspitzen sind dunkelbraun bis schwarz.

## Lebensweise

### Verhalten
Der Steppenläufer lebt in Paaren oder in Gruppen von bis zu fünf Vögeln zusammen. Fühlen sich diese bedroht, laufen sie davon und verstecken sich wenig später im Gras. Er lebt manchmal auch als Einzelgänger in einem Revier, das sich mit dem des Nachbarn überlappt. Steppenläufer sind in der Regel Standvögel, im südlichen Australien sind sie jedoch Zugvögel. 
Der Steppenläufer fliegt ausgesprochen selten und schlecht, beim Fliegen nimmt er eine plump wirkende, entfernt an eine Lerche erinnernde Haltung ein. Steppenläufer halten oft auf den Zehenspitzen stehend über das Gras hinweg Ausschau.

### Fortpflanzung und Ernährung
Auf seiner Speisekarte stehen Samen von Gräsern und Blättern und Wirbellose wie Heuschrecken, Spinnen, Ameisen und Käfer. Im Frühjahr werden wegen des spärlichen Pflanzenbewuchses mehr Insekten erbeutet, im Sommer wird pflanzliche gegenüber der tierischen Nahrung bevorzugt. 
Nach der Paarungszeit im Frühling legt das Weibchen im Sommer zwei bis fünf Eier in eine tiefe, selbst gegrabene Mulde, die mit Pflanzenteilen ausgepolstert ist. Die Eier sind dickschalig, birnenförmig und haben eine blass gelbe Färbung. Oft wird aus langen Grashalmen ein Dach über der Mulde errichtet, das potentiellen Feinden die Sicht auf Eier oder die brütende Altvögel nimmt. Das Gelege wird nur vom Männchen bebrütet. 
Die Jungen sind Nestflüchter und bleiben noch zwei Monate mit dem Männchen zusammen. Oft gibt es zwei Bruten im Jahr, in trockenen Jahren fällt die Brut aus. Wenn es viel Niederschlag gibt, werden die Nester überschwemmt und es überleben, wenn überhaupt, nur sehr wenige Jungvögel. Der Steppenläufer erreicht im zweiten Kalenderjahr die Geschlechtsreife. 
Die Lebenserwartung in Freiheit liegt bei etwa 7 Jahren, in Gefangenschaft wurden zehn Jahre nachgewiesen.

## Verbreitung und Lebensraum
Einst weit in Ost und Südaustralien verbreitet, ist der Steppenläufer mittlerweile nur noch in wenigen Populationen anzutreffen. Bei Zählungen durch den IUCN wurden in Victoria sowie im Riverina-Gebiet, in New South Wales die größten Restbestände festgestellt.
Früher waren die kleinen Vögel auch im Nordwesten und Süden und in Queensland vom 24. Breitengrad bis zum 143. östlichen Längengrad heimisch, sowie in South Australia, nördlich von der Yorke Peninsula, an der Eyre Peninsula von der Strenky Bai bis zur Denial Bay und östlich des Lake Frome. 
Der Steppenläufer bevorzugt offenes Grasland, Steppen, Ebenen, sowie „Woodlands“.

## Bestand

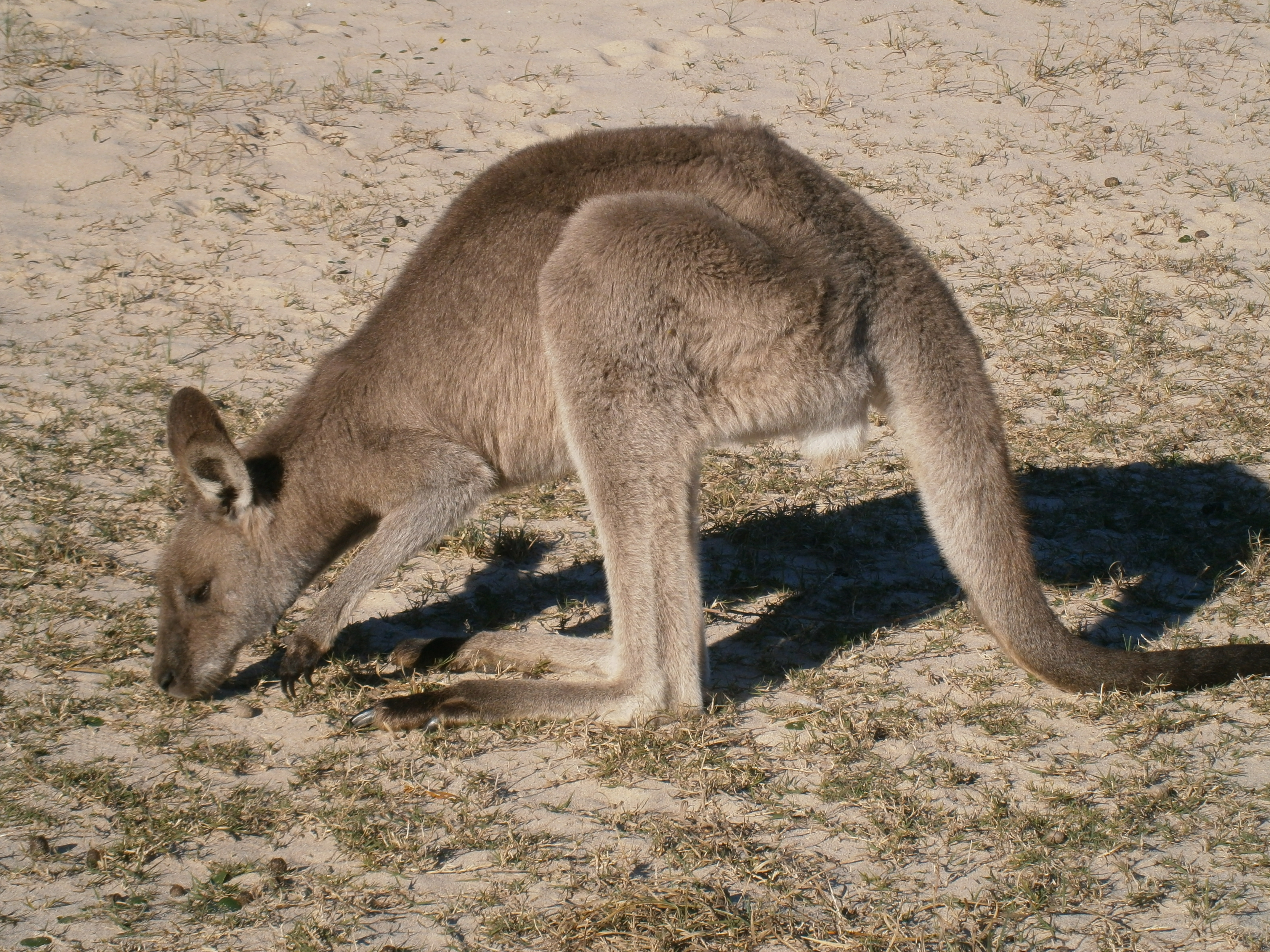
Auch Überweidung durch endemische Arten, wie diverse Riesenkängurus gefährden den Steppenläufer

Im Jahr 2007 wurde der Steppenläufer auf die Rote Liste gefährdeter Arten der IUCN aufgenommen. Seit 2017 wird er als vom Aussterben bedroht (CR = Critically Endangered) eingestuft. Nach Schätzungen gab es zum Zeitpunkt der Einstufung nur noch zwischen 250 und 1.000 erwachsene Vögel, möglicherweise aber auch deutlich weniger. Zwischen 2001 und 2014 ging der Bestand der Vögel um mehr als 90 Prozent zurück.
Ab 1920 wurde der Rückgang der Bestände öffentlich festgestellt. Im Riverina-Gebiet lebte früher die größte Population mit etwa 5.000 Exemplaren, während es in Queensland zur gleichen Zeit noch etwa 1.000 Vögel gab und in South Australia etwa 500. 
Der Bestand des Steppenläufers wird von der Kultivierung des Graslandes, der Ausbreitung menschlicher Siedlungen und des Straßennetzes, also der Zerstörung und Zerstückelung seines Lebensraumes, bedroht. Auch viele eingeschleppte Tiere wie der Rotfuchs stellen eine große Gefahr dar. Natürliche Feinde sind nur die Greifvögel des Kontinents, große Beutegreifer gibt es dort keine mehr. Außerdem wird sein Lebensraum durch die natürliche Ausbreitung der Wälder eingeschränkt und Kaninchen lassen die ohnehin schon trockenen Gebiete noch weiter veröden.
Ein weiteres Problem für den Steppenläufer ist die große Känguru-Population, die sein Habitat durch Überweidung gefährdet. Wo er keine Pflanzen mehr findet, die ihm als Versteck und Nahrung dienen, kann der kleine Bodenbrüter nicht überleben. Schutzzäune und der gezielte Abschuss von Kängurus sollen dazu beitragen, die kleinen Vögel zu retten.

## Systematik
Früher wurde der Steppenläufer als Verwandter der Rebhühner in die Ordnung Galliformes eingeordnet, später auch in die Familie der ausgesprochen ähnlichen Laufhühnchen (Turniciformes). DNA-Analysen ergaben jedoch, dass der Steppenläufer mit den Blatthühnchen (Jacanidae) verwandt ist und damit in die Ordnung der Regenpfeiferartigen (Charadriiformes) gehört.